# 데이비드 콘래드
데이비드 콘래드(David Conrad, 1967년 8월 17일 ~ )는 미국의 배우이다.

## 출연 작품
- 싱크 오브 미 (2011)
- 팔로우 더 프라핏 (2009)
- 크레이지 (2008)
- 웨딩 크래셔 (2005)
- 맨 오브 오너 (2000)
- 기적의 계절 (1999)
- 리턴 투 파라다이스 (1998)
- 스노우 화이트 (1997)

### 텔레비전
- 사랑을 위하여 (1996)
- 로즈웰 (2000)
- 고스트 위스퍼러 (2005-10)